# Efeler
Efeler ist eine Stadt im gleichnamigen Ilçe (Landkreis) der türkischen Provinz Aydın und gleichzeitig ein Stadtbezirk der 2012 geschaffenen Büyükşehir belediyesi Aydın (Großstadtgemeinde/Metropolprovinz). Der Kreis wurde als letzter Kreis der Provinz 2012 gegründet und bestand aus fünf Belediye (Gemeinden) und 57 Dörfern (Köy).
Der Ort hat seit dem 1. April 2014 den Status einer Gemeinde (Belediye).
Seit einer Gebietsreform 2014 ist der Ilçe (Landkreis) flächen- und einwohnermäßig identisch mit der Kreisstadt, alle ehemaligen Dörfer und Gemeinden des Kreises wurden Mahalle (Stadtviertel) der Stadt.